# Florenz Regalado
Florenz D. Regalado (Concepcion, 13 oktober 1928 - 24 juli 2015) was een Filipijns jurist. Hij was werkzaam als advocaat en rechter van het Hooggerechtshof van de Filipijnen.

## Biografie
Florenz Regalado werd geboren op 13 oktober 1928 in Concepcion in de Filipijnse provincie Iloilo. Zijn ouders waren Gregorio Regalado en Feliza Dolendo. Na het behalen van een Bachelor of Arts-diploma aan de Far Eastern University in 1949 studeerde hij rechten aan San Beda College. Daar behaalde hij in 1954 zijn bachelor-diploma magna cum laude. Kort daarop slaagde Regalado tevens als beste van zijn jaar voor het toelatingsexamen (bar exam) van de Filipijnse balie. Zijn score van 96,77% staat nog steeds te boek als hoogste score voor dit examen ooit. Later studeerde Regalado nog rechten in de Verenigde Staten, waar hij in 1963 een master-diploma behaalde aan de University of Michigan.
Na zijn afstuderen was hij van 1955 tot 1956 technisch assistent van de minister van Arbeid. Ook begon hij in 1955 een eigen advocatenkantoor onder de naam Florenz D. Regalado & Associates, waar hij werkzaam was tot 1988. Daarnaast was Regalado professor in de rechten aan San Beda College van 1955 tot 1988 en docent rechten aan the University of the Philippines van 1976 tot 1979. Van 1975 tot 1988 was Regalado decaan van de rechtenfaculteit van San Beda. In 1986 was Regalado een van de 48 leden van de Constitutionele Commissie, belast met het schrijven van de nieuwe Filipijnse Grondwet. Eind juli 1988 werd hij door president Corazon Aquino benoemd tot rechter van het Hooggerechtshof van de Filipijnen. Deze functie bekleedde Regalado totdat hij in oktober 1998 de leeftijd van 70 jaar bereikte, de bij wet verplichtte pensioenleeftijd voor rechters.
Regalado overleed in 2015 op 86-jarige leeftijd. Hij was getrouwd met Milagros Divino Sta. Ines en kreeg met haar zes kinderen.